# Гукертон (Північна Кароліна)
Гукертон (англ. Hookerton) — місто (англ. town) в США, в окрузі Грін штату Північна Кароліна. Населення — 413 особи (2020).

## Географія
Гукертон розташований за координатами 35°25′23″ пн. ш. 77°35′21″ зх. д. / 35.42306° пн. ш. 77.58917° зх. д. (35.423065, -77.589271).  За даними Бюро перепису населення США в 2010 році місто мало площу 0,84 км², уся площа — суходіл.

## Демографія
Згідно з переписом 2010 року, у місті мешкало 409 осіб у 176 домогосподарствах у складі 102 родин. Густота населення становила 486 осіб/км².  Було 212 помешкання (252/км²).
Расовий склад населення:
| - 48,2 % — білих - 37,4 % — чорних або афроамериканців - 1,2 % — азіатів - 0,2 % — корінних американців - 12,0 % — осіб інших рас |

До двох чи більше рас належало 1,0 %. Частка іспаномовних становила 13,4 % від усіх жителів.
За віковим діапазоном населення розподілялося таким чином: 22,5 % — особи молодші 18 років, 58,7 % — особи у віці 18—64 років, 18,8 % — особи у віці 65 років та старші. Медіана віку мешканця становила 39,8 року. На 100 осіб жіночої статі у місті припадало 82,6 чоловіків;  на 100 жінок у віці від 18 років та старших — 80,1 чоловіків також старших 18 років.
Середній дохід на одне домашнє господарство  становив 42 136 доларів США (медіана — 30 833), а середній дохід на одну сім'ю — 62 035 доларів (медіана — 64 250). Медіана доходів становила 41 719 доларів для чоловіків та 38 750 доларів для жінок. За межею бідності перебувало 22,6 % осіб, у тому числі 51,2 % дітей у віці до 18 років та 14,3 % осіб у віці 65 років та старших.
Цивільне працевлаштоване населення становило 134 особи. Основні галузі зайнятості: освіта, охорона здоров'я та соціальна допомога — 23,1 %, роздрібна торгівля — 12,7 %, будівництво — 11,9 %, виробництво — 11,2 %.